# Liopeltis pallidonuchalis
Liopeltis pallidonuchalis — вид змій родини полозових (Colubridae). Описаний у 2019 році.

## Поширення
Ендемік В'єтнаму. Поширений у центральній частині країни. Виявлений в Аннамських горах в провінціях Зялай та Тхиатхьєн-Хюе (на висоті 950—1050 м над р. м.) та у регіоні з карстовими утвореннями в провінції Куангбінь (на висоті 150 м над р. м.).